# Julian Barnes
Julian Patrick Barnes, född 19 januari 1946 i Leicester, är en brittisk författare, journalist och tv-kritiker. Han vann Man Booker Prize med boken The Sense of an Ending (2011) efter att ha nominerats tre gånger tidigare (Flaubert's Parrot (1984), England, England (1998), och Arthur & George (2005)). Han har även skrivit kriminallitteratur under pseudonymen Dan Kavanagh.

## Biografi
Efter utbildning vid City of London School och Magdalen College i Oxford, där han studerade moderna språk, arbetade han som lexikograf för Oxford English Dictionary. Senare arbetade han som journalist och tv-kritiker vid ett flertal tidningar, bland annat The Observer. Han är nu författare på heltid. Hans bror Jonathan Barnes är filosof specialiserad på antikens filosofi.
Han bor i London. Hustrun, litteraturagenten Pat Kavanagh avled 2008.

## Karriär
Hans första roman Metroland (1980) är en kort, halvt självbiografisk historia om Christopher, en ung man från en av Londons förorter som reser till Paris som student och slutligen återvänder till London. Den behandlar teman som idealism, trohet och har en tredelad struktur som är vanlig i Barnes verk. 1982 kom hans andra roman Before She Met Me. Det är en mörkare skildring, en historia om hämnd. Den handlar om en svartsjuk historiker som blir besatt av sin andra frus förflutna. Barnes genombrottsroman Flaubert's Parrot (1984) bröt med den traditionella linjära struktur som funnits i hans tidigare romaner. Den kännetecknas av en fragmentarisk biografisk stil och är en berättelse om den pensionerade engelske doktorn Geoffrey Braithwaite, som beundrar Gustave Flaubert och försöker få tag på en uppstoppad papegoja som Flaubert haft på sitt skrivbord.
1986 följde Staring at the Sun, en roman om en kvinna som växer upp i efterkrigstidens England. 1989 ger Barnes ut A History of the World in 10 1/2 Chapters, även den en icke-linjär roman, uppbyggd kring flera av historiens berömda fartygskatastrofer och terroraktioner, där han använder sig av olika stilistiska sätt för att ifrågasätta vår föreställning om mänsklighetens historia och själva kunskapen.
1991 gav han ut Talking it Over, ett nutida triangeldrama, där de tre huvudpersonerna turas om att "tala" till läsaren, där de reflekterar över alldagliga händelser. Romanen består endast av repliker och handlar om kärlek, sorg och känslors värdighet. Denna roman fick tio år senare en fortsättning i Love, etc..., där man åter får möta personerna efter att det gått tio år.
Barnes är en entusiastisk frankofil och hans bok Cross Channel (1996) består av tio noveller om Storbritanniens relationer med Frankrike. Han återvände till ämnet Frankrike i Something to Declare, en samling essäer kring franska ämnen. 
Andra verk av Barnes är England, England, en satir över britters beteenden och turism, och Arthur and George, en detaljerad berättelse baserad på Sir Arthur Conan Doyles liv och hans inblandning i Great Wyrley-skandalerna. Hans bok från 1992, The Porcupine, är en politisk roman som handlar om rättegången mot en fiktiv före detta kommunistdiktator.